# Пол Робинсън
Пол Уилям Робинсън (на английски: Paul William Robinson) е английски футболист, вратар. Започва кариерата си в Лийдс. Дебютира с фланелката на Лийдс Юнайтед през 1998 г. срещу Челси. Дебютът му за националния отбор на Англия е през февруари 2003 г. срещу Австралия. На 14 май 2004 г. подписва договор с Тотнъм за 1,5 млн. британски паунда. Към май 2006 има 83 мача за „шпорите“ във всички турнири. През лятото на 2008 г. преминава в отбора на Блекбърн Роувърс.